# Edward Dickson
Robert Edward Dickson, född 3 februari 1812 i Göteborg, död 4 januari 1883 i Göteborg, var en svensk affärsman.
I början av 1830-talet reste Dickson till USA, där han bedrev affärsverksamhet under cirka tio år. Efter ytterligare några års vistelse i New York, där han representerade den Dicksonska firman, var han en kortare tid intressent i ett affärsföretag i Liverpool, tillsammans med sin kusin Charles Peter. När den stora Dicksonska segelflottan upplöstes och till större delen övergick till norska rederier, flyttade Dickson 1846 till Göteborg, där han öppnade kolonialvaruaffär. De sista årtiondena av sitt liv, hade han kontoret i sin halvbroders William Airths hus nr 19 på Södra Hamngatan, där han sysslade han med förvaltning av sin omfattande förmögenhet.
Edward Dickson hade flera förtroendeuppdrag. Bland dessa fanns en 27-årig verksamhet som kassaförvaltare för Allmänna- och Sahlgrenska sjukhuset, kassaförvaltare i sin fars Robert Dicksons stiftelse samt en 25-årig kassaförvaltning i Göteborgs Handelsinstitut. Vid institutets stiftande 1826, inskrevs han den 30 januari som dess första elev.
I sitt hus vid Södra Vägen, hade Dickson inrättat en söndagsskola för de fattiga barnen i de närliggande områdena Vassnöden och Galgkrogarna.

## Familj
Edward Dickson var son till Robert Dickson d.ä och Wilhelmina Charlotta, född Bratt (1781–1845) i hennes andra gifte. Han gifte sig 16 maj 1843 i Skottland med Isobel Gordon (1822–1896). De är begravda på Östra kyrkogården i Göteborg.
Barn:
- Jane (1844-1936), gift 1867 med kaptenen i Västgöta-Dals regementes reserv, godsägaren Fredrik af Sandeberg (1831-1884).
- Vilhelmina (1846-1883), gift 1870 med grosshandlaren i Göteborg, George Barclay (1841-1921).
- Robert Edvard (1848-1904), grosshandlare i Göteborg
- Emily (1849-1943), gift 1868 med grosshandlaren i Göteborg samt ledamot av riksdagens såväl första som andra kammare, Erik Wijk (1836-1910).
- William Gordon (1851-1874).
- Isabel Kerr (1852-1926), gift 1878 med vice häradshövdingen, auditören vid Jönköpings regemente Arvid Faxe (1845-1884).
- Mary (1854-1911), gift 1872 med godsägaren, ledamoten av riksdagens andra kammare Ivar Wijk (1841-1911).
- Edward (1855-1856).
- Elisabeth, född 1857, död samma år.
- Alexander (1858-1873).
- Ellen (1859-1942).
- Charles James (1860-1936).
- George (1862-1933), bankdirektör i Göteborg. Gift med Margret Isabel (Bel) Gibson (1875-1942).